# (292) Ludovica
(292) Ludovica ist ein Asteroid des mittleren Hauptgürtels, der am 25. April 1890 vom österreichischen Astronomen Johann Palisa an der Universitätssternwarte Wien entdeckt wurde. Der Asteroid wurde auch unabhängig davon eine Nacht später durch Auguste Charlois am Observatoire de Nice entdeckt.
Ein Bezug dieses Namens zu einer Person oder einem Ereignis ist nicht bekannt. Die Benennung erfolgte durch die Société astronomique de France „auf freundliche Einladung des Entdeckers“.
Aufgrund ihrer Bahneigenschaften wird (292) Ludovica zur Maria-Familie gezählt.

## Wissenschaftliche Auswertung
Aus Ergebnissen der IRAS Minor Planet Survey (IMPS) wurden 1992 Angaben zu Durchmesser und Albedo für zahlreiche Asteroiden abgeleitet, darunter auch (292) Ludovica, für die damals Werte von 32,5 km bzw. 0,27 erhalten wurden. Eine Auswertung von Beobachtungen durch das Projekt NEOWISE im nahen Infrarot führte 2011 zu vorläufigen Werten für den Durchmesser und die Albedo im sichtbaren Bereich von 36,1 km bzw. 0,11. Nach neuen Messungen mit NEOWISE wurden die Werte 2014 auf 30,9 km bzw. 0,19 korrigiert.
Photometrische Messungen des Asteroiden fanden erstmals statt vom 30. Oktober bis 1. November 1984 am McDonald-Observatorium in Texas. Aus der aufgezeichneten Lichtkurve wurde eine Rotationsperiode von 8,93 h abgeleitet. Weitere Beobachtungen vom 10. bis 14. April 2010 am Shadowbox Observatory in Indiana führten in der Auswertung zu einer Rotationsperiode von 8,90 h.
Eine Durchmusterung im Rahmen der Palomar Transient Factory (PTF) am Palomar-Observatorium in Kalifornien ab 2009 bestätigte in einer Untersuchung von 2015 die Bestimmung der Rotationsperiode von (292) Ludovica mit einem Wert von etwa 8,93 h. Aus thermischen Infrarot-Daten wurde außerdem ein Durchmesser von 30,9 ± 0,1 km abgeleitet.
Aus archivierten Daten des Asteroid Terrestrial-impact Last Alert System (ATLAS) aus dem Zeitraum 2015 bis 2018 wurden in einer Untersuchung von 2020 mit der Methode der konvexen Inversion für ein dreidimensionales Gestaltmodell des Asteroiden zwei alternative Positionen für die Rotationsachse, eine davon mit prograder Rotation, die andere nahezu in der Ebene der Ekliptik gelegen, sowie eine Periode von 8,9263 h bestimmt.
Mit dem Weltraumteleskop Transiting Exoplanet Survey Satellite (TESS) konnten während dessen Durchmusterung des Südhimmels 2018 bis 2019 auch Objekte des Sonnensystems beobachtet werden. Dabei wurden auch die Lichtkurven von fast 10.000 Asteroiden aufgezeichnet. Für (292) Ludovica wurde aus Messungen etwa vom 26. Mai bis 15. Juni 2019 eine Rotationsperiode von 8,92731 h erhalten.
Zwischen 2012 und 2018 wurden mit der All-Sky Automated Survey for Supernovae (ASAS-SN) auch photometrische Daten von 20.000 Asteroiden aufgezeichnet. Auf mehr als 5000 davon konnte erfolgreich die Methode der konvexen Inversion angewendet werden, darunter auch (292) Ludovica, für die in einer Untersuchung von 2021 ein verbessertes dreidimensionales Gestaltmodell für zwei alternative Rotationsachsen mit prograder Rotation und einer Periode von 8,9263 h berechnet wurde.
Aus den Daten von ATLAS konnte in einer Untersuchung von 2022 mit der Methode der konvexen Inversion noch einmal eine Rotationsperiode von 8,92633 h bestimmt werden. Im Jahr 2023 wurde aus photometrischen Messungen von Gaia DR3 erneut ein dreidimensionales Gestaltmodell des Asteroiden für zwei alternative Rotationsachsen mit prograder Rotation und einer Periode von 8,9264 h berechnet.